# Palavra do Ano

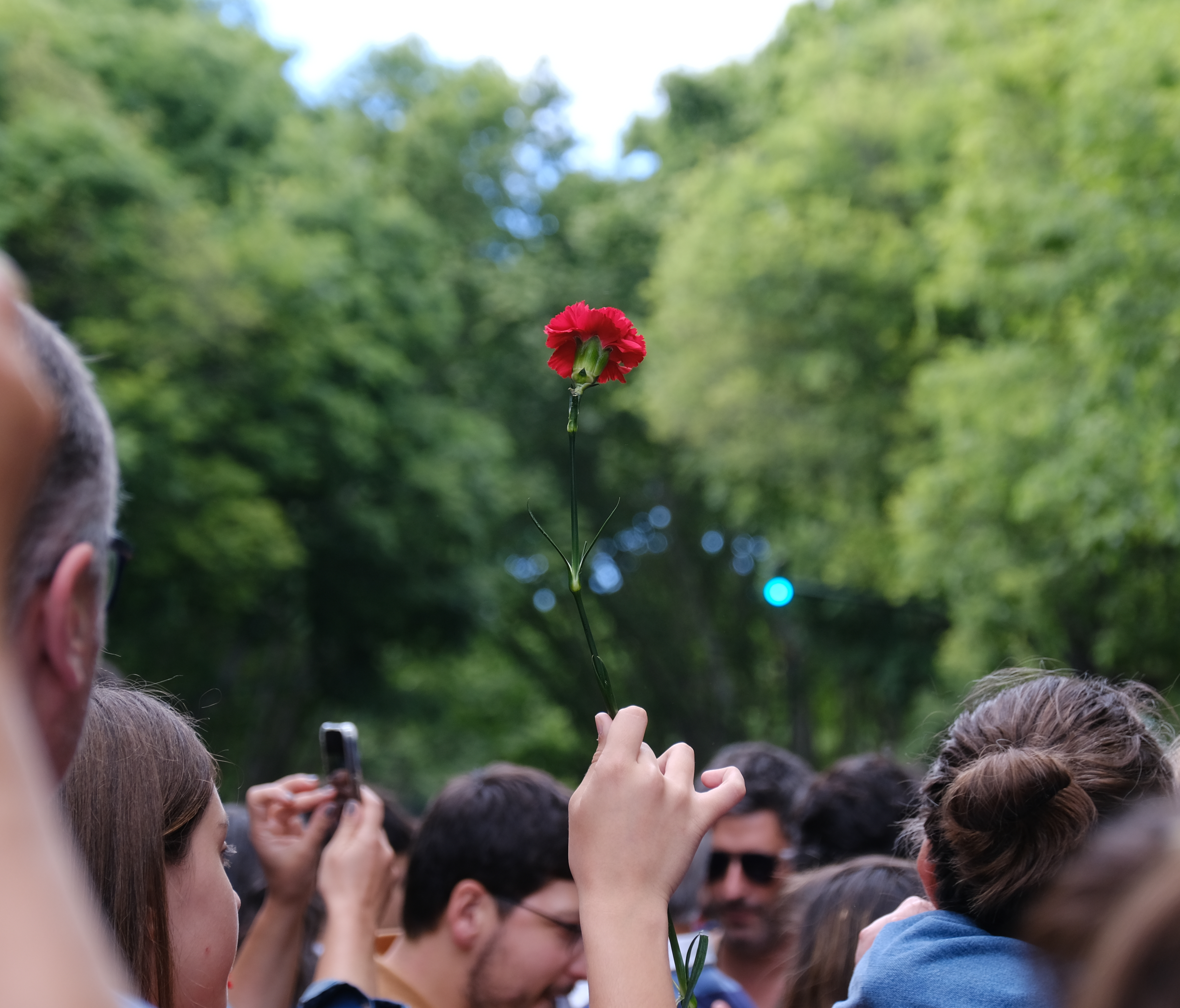
A Palavra do Ano de 2024 foi "liberdade"

A Palavra do Ano é uma sondagem anual realizada em Portugal desde 2009, da iniciativa da Porto Editora.

## Racional e metodologia
A Porto Editora começou a organizar a eleição da Palavra do Ano para "sublinhar a riqueza lexical e o dinamismo criativo da língua portuguesa". A lista de palavras candidatas é produzida pela editora através da através da análise de frequência e distribuição de uso das palavras (avaliada pelo seu uso tanto nos meios de comunicação e redes sociais, como no registo de consultas dos dicionários online da Porto Editora), a sua relevância relativamente aos acontecimentos atuais e sugestões deixadas no sítio eletrónico da Palavra do Ano.
Até o final do mês de novembro de cada ano, os portugueses são convidados a apresentar as suas sugestões; a votação final tem lugar durante o mês de dezembro. Os resultados da votação são coligidos nos primeiros dias do novo ano e a Palavra do Ano é anunciada numa cerimónia pública, habitualmente no início de janeiro.

## Lista de Palavras do Ano
| Ano  | Palavra do Ano        | Explicação |
| ---- | --------------------- | --- |
| 2009 | esmiuçar              | Palavra popularizada pelo programa televisivo Gato Fedorento Esmiúça os Sufrágios, que caricaturou a campanha eleitoral para as eleições legislativas desse ano. |
| 2010 | vuvuzela              | Popularizada durante o Campeonato do Mundo de Futebol FIFA de 2010, a sua ubiquidade (e distúrbio) levou a que se tornasse bastante controversa, com muitas propostas para proibir o seu uso durante os jogos. |
| 2011 | austeridade           | No contexto da crise da dívida soberana, o Primeiro-Ministro José Sócrates apresentou a sua demissão quando o Parlamento rejeitou as medidas de austeridade propostas pelo seu governo; quando o Líder da Oposição, Pedro Passos Coelho, foi eleito Primeiro-Ministro, acabou por adotar uma política de austeridade ainda mais rigorosa. |
| 2012 | entroikado            | A rutura económica, na sequência da crise financeira do início da década de 2010, levou o país a negociar um empréstimo para ajudar a estabilizar as suas finanças públicas em 2011: as medidas impostas pelo do comité organizador do empréstimo (a Comissão Europeia, o Banco Central Europeu e o Fundo Monetário Internacional; vulgarmente chamados de "a Troika") levou a um grande aumento da taxa de desemprego. |
| 2013 | bombeiro              | A segunda metade do mês de Agosto de 2013 foi marcada pelos devastadores incêndios que causaram nove mortes e resultaram num total de cerca de 145.000 hectares de terra queimada. Foram os piores incêndios em oito anos em Portugal. |
| 2014 | corrupção             | Dois escândalos políticos de corrupção fizeram manchetes em 2014: o processo Face Oculta (uma rede de lavagem de dinheiro, que incluía, entre outros, o ex-ministro Armando Vara), e a operação Labirinto (em que o programa português de Vistos Gold se viu associado a redes de corrupção internacionais). Ainda neste ano, o ex-Primeiro-Ministro José Sócrates foi detido em Lisboa, sob acusações de corrupção, evasão fiscal e lavagem de dinheiro. |
| 2015 | refugiado             | Na sequência dos conflitos armados no Médio Oriente e África, em países como a Síria, o Afeganistão, o Iraque, e a Eritreia, um grande afluxo de refugiados fugiram da guerra e perseguição para o espaço Schengen: a União Europeia viu-se a braços com a crise migratória. |
| 2016 | geringonça            | Como resultado das eleições legislativas de 2015, o Partido Socialista formou um governo minoritário com base num acordo de incidência parlamentar firmado com os outros três partidos de esquerda (o Bloco de Esquerda, o Partido Comunista Português e o Partido Ecologista "Os Verdes"). Quando Paulo Portas, o líder do CDS-PP, na oposição, afirmou numa sessão parlamentar "isto não é bem um governo, é uma geringonça", o termo pegou e passou a ser usado para se referir ao governo tanto por opositores como por simpatizantes. |
| 2017 | incêndios             | Os sucessivos incêndios florestais, em junho e em outubro, resultaram em 111 mortes, 300 feridos, comunidades inteiras a sofrer stress pós-traumático e mais de 520 mil hectares de floresta queimada, incluindo a quase totalidade do Pinhal de Leiria — mais da metade da área ardida em toda a Europa naquele ano. O governo decretou três dias de luto nacional em ambas as ocasiões. |
| 2018 | enfermeiro            | O ano ficou marcado pelos vários movimentos de protesto desta classe profissional, reclamando aumentos salariais, maior facilidade na progressão da carreira e contratação de mais profissionais. |
| 2019 | violência [doméstica] | Ao todo, 35 pessoas (27 mulheres, 7 homens e uma criança) foram mortas em Portugal em 2019 no contexto de violência doméstica. Em resposta ao número crescente de vítimas mortais contabilizadas pela polícia, o governo decretou um dia de luto nacional a 7 de março, véspera do Dia Internacional da Mulher, em homenagem às vítimas e como forma de consciencialização. Vários manifestantes demonstraram o seu protesto contra as decisões judiciais demasiado brandas nestes casos, especialmente após ter vindo a público o polémico acórdão do desembargador Neto de Moura, que minimizava um caso de agressão contra uma mulher por parte do seu companheiro, por esta ser adúltera. |
| 2020 | saudade               | 2020 foi marcado pela pandemia de COVID-19, que levou a significativos impactos sociais e económicos a nível mundial. As medidas de distanciamento social, necessárias para controlar a propagação da doença, implicaram a adoção de muitas restrições à circulação ao longo do ano, como confinamentos, quarentenas, recolheres obrigatórios e cordões sanitários, que impediram ajuntamentos e interações sociais. No fim do ano, contabilizavam-se perto de 7000 mortes atribuídas à COVID-19 em Portugal. |
| 2021 | vacina                | As vacinas contra a COVID-19, desenvolvidas em tempo recorde, tornaram-se numa arma contra a pandemia que permitiu a redução do número de vítimas mortais da doença e o alívio das restrições a que a população ficou sujeita para conter a propagação da doença. A campanha de vacinação em Portugal foi tida como um sucesso, com a população portuguesa a atingir das mais elevadas taxas de cobertura vacinal no mundo. |
| 2022 | guerra                | A invasão da Ucrânia pela Rússia, em fevereiro de 2022, deu início ao maior conflito militar na Europa desde a Segunda Guerra Mundial; a crise humanitária e a crise económica decorrentes, com a compressão dos mercados da energia e das matérias-primas, estenderam o seu impacto à escala global. |
| 2023 | professor             | O termo remete para as greves de professores que foram organizadas pelos professores durante o ano de 2023, reivindicando a recuperação do tempo de serviço que esteve congelado e alertando para os problemas nas suas condições de trabalho. |
| 2024 | liberdade             | A palavra alude às comemorações do cinquentenário da Revolução de 25 de Abril de 1974, amplamente participadas pela população portuguesa. |